# Taekwondo-Weltmeisterschaften 1973
Die 1. Taekwondo-Weltmeisterschaft fand vom 25. bis 27. Mai 1973 in der südkoreanischen Hauptstadt Seoul statt. Bei der Premiere der Veranstaltung wurden die Wettkämpfe nur in zwei Gewichtsklassen für Männer ausgetragen. Für Frauen fanden keine Wettbewerbe statt.
200 Athleten und Offizielle aus 19 Nationen nahmen an der Weltmeisterschaft teil.

## Ergebnisse

### Männer
| Gewichtsklasse | Gold          | Silber          | Bronze            |
| -------------- | ------------- | --------------- | ----------------- |
| Leichtgewicht  | Lee Ki-hyung  | Armando Chavero | Joe Hays          |
| Leichtgewicht  | Lee Ki-hyung  | Armando Chavero | George Karrenberg |
| Schwergewicht  | Kim Jeong-tae | Mike Warren     | Almond Cheeks     |
| Schwergewicht  | Kim Jeong-tae | Mike Warren     | Raimond Sell      |

## Medaillenspiegel
| Platz | Land               | Gold | Silber | Bronze | Gesamt |
| ----- | ------------------ | ---- | ------ | ------ | ------ |
| 1     | Südkorea           | 2    | -      | -      | 2      |
| 2     | Vereinigte Staaten | -    | 1      | 3      | 4      |
| 3     | BR Deutschland     | -    | 1      | 1      | 2      |

## Quelle
- Ergebnisseite der WTF (englisch) (Abgerufen am 17. November 2010)